# 공짜 점심은 없다
공짜 점심은 없다(There ain't no such thing as a free lunch, 두문자어: TANSTAAFL, TINSTAAFL, TNSTAAFL)는 아무것도 하지 않으면 무언가를 얻는 것은 불가능하다는 개념이다. 이 문구는 1930년대에 사용되었으나 언제 처음 등장했는지는 미상이다.
이 문구는 로버트 A. 하인라인의 1966년 SF 소설 달은 무자비한 밤의 여왕의 핵심적인 부분으로, 이 소설을 통해 "공짜 점심은 없다"는 용어가 보급되었다. 자유 시장 경제학자 밀턴 프리드먼 또한 1975년 책의 제목을 통해 이 용어의 노출도를 증가시켰다. 경제학 문헌에서는 기회비용을 설명하기 위해 사용된다.

## 같이 보기
- 일하지 않는 자여, 먹지도 마라
- 밀턴 프리드먼
- 희소성
- 트레이드오프
- 제로섬 게임